# Witold Sienkiewicz (historyk)

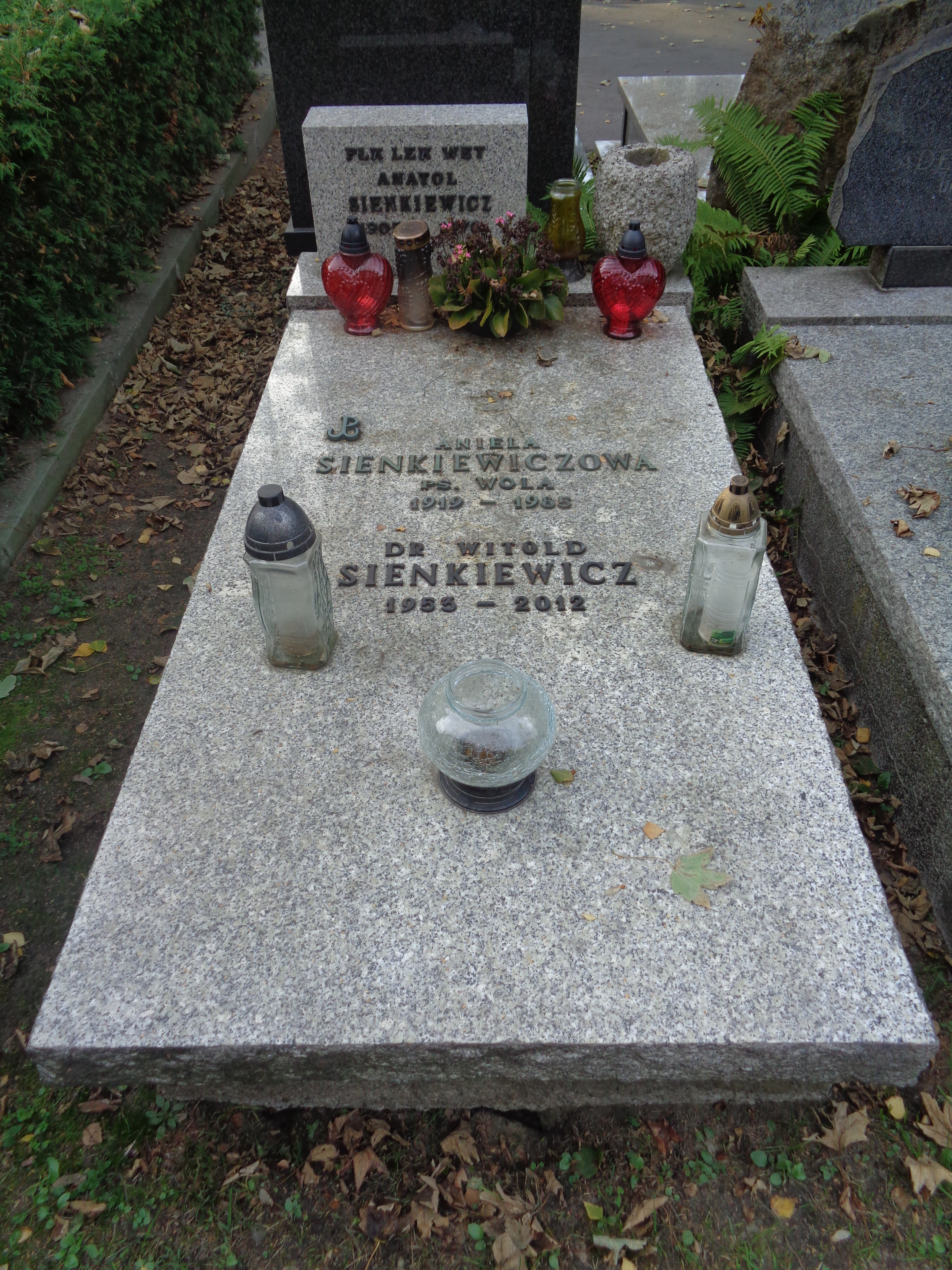
Grób Witolda Sienkiewicza na Powązkach-Cmentarzu Wojskowym w Warszawie

Witold Sienkiewicz (ur. 21 lutego 1953 w Puławach, zm. 23 listopada 2012 w Warszawie) – polski historyk, autor, redaktor. 

## Życiorys
W 1977 ukończył studia historyczne na Wydziale Historycznym Uniwersytetu Warszawskiego. W 1983 również na Wydziale Historycznym Uniwersytetu Warszawskiego uzyskał stopień doktora nauk humanistycznych w zakresie historii za rozprawę Szlachta zależna w Wielkim Księstwie Litewskim od połowy XVI do połowy XVIII w., napisaną pod kierunkiem prof. dr. hab. Tadeusza Wasilewskiego. W latach 1984–1996 był redaktorem w wydawnictwie Wiedza Powszechna w Warszawie, a następnie do 2005 w Wydawnictwie Naukowym PWN, gdzie pełnił funkcję kierownika Redakcji Historii i Ekonomii w Zespole Encyklopedii PWN. Od 2005 do 2012 r. pracował w wydawnictwie Demart SA, w którym redagował książki i atlasy historyczne oraz publikował własne opracowania naukowe. Specjalizował się w sprawach gospodarczych i społecznych Wielkiego Księstwa Litewskiego oraz w historii najnowszej. Był autorem wielu artykułów zamieszczonych w czasopismach naukowych i popularnonaukowych. Pochowany na cmentarzu Powązki Wojskowe w Warszawie (kwatera CII11-2-12).

## Publikacje
- Mały słownik historii Polski, Warszawa 1991, Wiedza Powszechna,
- Rosja, Warszawa 2001, Wydawnictwo Naukowe PWN,
- Słownik historii Polski,  Warszawa 2005,  Demart SA, (autor)
- Historia świata. Atlas ilustrowany, Warszawa 2006, Demart SA, (redaktor)
- Ilustrowany Atlas Historii Polski, Warszawa 2006, Demart SA, (redaktor)
- Dzieje Polski. Atlas ilustrowany,  Warszawa 2007, Demart SA, (redaktor)
- Legenda Legionów. Opowieść o Legionach oraz ludziach Józefa Piłsudskiego, Warszawa 2008, Demart SA, (redaktor)
- Hryciuk Grzegorz, Ruchniewicz Małgorzata, Szaynok Bożena, Sienkiewicz Witold, Żbikowski Andrzej Wysiedlenia, wypędzenia i ucieczki 1939-1959. Atlas ziem Polski: Polacy, Żydzi, Niemcy, Ukraińcy, Warszawa 2008, Wyd. Demart SA, (redaktor, współautor tekstu i autor map): edycja niemiecka tej książki: "Illustrierte Geschichte der Flucht und Vertreibung. Mittel- und Osteuropa 1939 bis 1959", Augsburg 2009
- Grabski August, Rykała Andrzej, Sienkiewicz Witold, Wijaczka Jacek, Wodziński Marcin, Zaremska Hanna, Żbikowski Andrzej, Żyndul Jolanta Atlas historii Żydów polskich, Warszawa 2010, Wyd. Demart SA,(współautor, redaktor)
- Ilustrowana encyklopedia dziejów Polski, Warszawa 2011, Demart SA, (redaktor)
- Bojowo i lirycznie. Legiony Piłsudskiego, Warszawa 2010, Demart SA (autor)
- Niepokonani 1920. Wojna polsko-bolszewicka, Warszawa 2010, Demart SA, (autor)
- Historia Polski, Warszawa 2011, Demart SA, (autor)
- Polska od roku 1944. Najnowsza historia, Warszawa 2011, Demart SA, (autor)
- Nadzieja i piekło. Polska 1914-1989, Warszawa 2012, Demart SA, (autor)
- Bogacka Marta Bokser z Auschwitz, Warszawa 2012, Demart SA, (redaktor)
- Pietrow Nikita Psy Stalina, Warszawa 2012, Demart SA, (redaktor)
- Gładysiak Łukasz Zabijajcie wszystkich. Einsatzgruppen 1938–1941, Warszawa 2012, Demart SA. (redaktor)